# Версаль (город)
Верса́ль (фр. Versailles) — город (коммуна) во Франции. Расположен в 17,1 километра к юго-западу от центра французской столицы, является административным центром департамента Ивелин. Население в 2004 году составило около 85 900 жителей, снизившись с пиковой отметки 1975 года в 94 145 человек.

## История
Впервые населённый пункт упоминается в 1038 году. Город как таковой развился из внешнего двора Версальской королевской резиденции, которая служила основным местопребыванием королевского двора в последнее столетие старого порядка (в 1666—1789 годах), и был неофициальной столицей Франции. 6 октября 1789 г. парижская толпа вынудила Людовика XVI и королевскую семью переехать в Париж. Версаль снова стал неофициальной столицей Франции с марта 1871 года, когда правительство Адольфа Тьера укрылось в Версале, спасаясь от восстания Парижской Коммуны, до ноября 1879 года, когда вновь избранное правительство и парламент вернулись в Париж. 
В 1871 году в Версале была провозглашена Германская империя. Но после поражения Германии в 1919 году по итогам Первой мировой войны во дворце был подписан Версальский мирный договор.

## География
Город расположен на плато высотой от 130 до 140 метров над уровнем моря (центр Парижа — лишь 33 м), окружённом лесами. Площадь Версаля составляет 26,18 км², это приблизительно четверть площади Парижа; плотность населения — 3,275 чел./км² (по данным за 1999 год), а в Париже — 20,164 чел./км². Версаль имеет прямую и симметричную планировку улиц и по меркам XVIII века являлся очень современным европейским городом. Версаль стал моделью для планировки Вашингтона.

## Достопримечательности
- Большой Версальский дворец с обширным парком и малыми дворцами Большой и Малый Трианон — музейный комплекс, являющийся туристическим объектом мирового значения.
- В самом городе примечательны церкви Нотр-Дам (XVII век) и Святого Людовика (XVIII век).